# Ditte Ylva Olsen
Ditte Ylva Olsen (* 6. April 1977 in Næstved) ist eine dänische Schauspielerin.

## Leben und Karriere
Olsen wurde am 6. April 1977 in Næstved. Sie besuchte das Næstved-Gymnasium, brach es jedoch  ab. Danach machte sie ihren Abschluss an der Theaterschule Cantabile 2, School of Stage Art. Ihr Debüt gab sie 2008 in dem Kurzfilm Winter.
Anschließend war sie 2012 in der Serie SJIT Happens zu sehen. Von 2013 bis 2016 war Olsen in Dicte zu sehen. Außerdem wurde sie 2018 für die Serie Hånd i Hånd gecastet. Unter anderem trat sie 2022 in Julehjertets Hemmelighed auf. 2023 setzte sie ihre Karriere in Troldehjertets Hemmelighed fort.

## Filmografie
Filme
- 2008: Winter
- 2011: Sidste Skud
- 2017: Mens vi lever
- 2018: Lux Aeterna

Serien
- 2012: SJIT Happens
- 2013–2016: Dicte
- 2018: Hånd i Hånd
- 2022: Julehjertets Hemmelighed
- 2023: Troldehjertets Hemmelighed